# Pangasius polyuranodon
Pangasius polyuranodon ist eine Fischart aus der Gattung Pangasius innerhalb der Familie der Haiwelse. Die Art kommt auf Sumatra und Borneo vor. 2002 wurden aus der Art die Arten Pangasius elongatus und Pangasius mahakamensis ausgegliedert.

## Merkmale
Der Körper von Pangasius polyuranodon ist langgestreckt und schlank mit einer Länge von 60 bis maximal etwa 80 cm. Die Schnauze ist groß und abgerundet mit unterständigem Maul. Die Zahnplatte am Zwischenkieferbein ist bei geschlossenem Maul kaum sichtbar. Die Augen sind groß und sitzen etwas unter der halben Kopfhöhe. Die Barteln am Unterkiefer sind sehr kurz. Die Kiemenreuse weist 19 bis 30 Strahlen auf. Der Körper ist oliv bis grünlich-grau, die unteren Flanken und der Bauch sind weißlich. Rücken-, Brust- und Schwanzflosse sind gelblich, die anderen Flossen blass gefärbt. Fische aus Flussmündungsbereichen weisen einen goldenen Schein an Kopf, Rücken und den oberen Flanken auf.
Flossenformel: Dorsale II/6–8 Anale 33–43 Pectorale I/9–15 Ventrale II/6

## Lebensweise
Die Art besiedelt vorwiegend Mündungsgebiete und die unteren Flussabschnitte, wandert in der Regenzeit aber auch flussaufwärts. Die Tiere sind opportunistische Allesfresser.

## Weblink
- Pangasius polyuranodon in der Roten Liste gefährdeter Arten der IUCN 2013.1. Eingestellt von: Vidthayanon, C., 2011. Abgerufen am 17. November 2013.